# Meta-hemoglobina

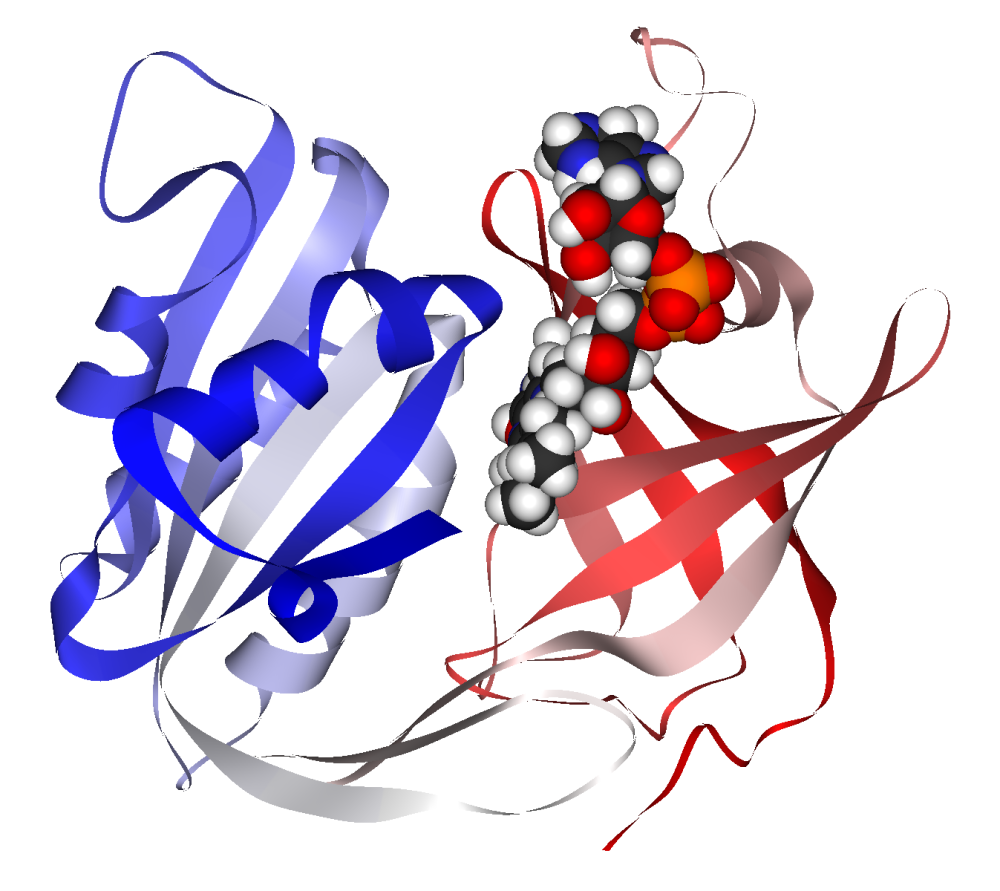
A estrutura da enzima que converte a hemoglobina a metemoglobina.

Meta-hemoglobina (ou metemoglobina) é uma forma de proteína da hemoglobina na qual o ferro no grupo hemo está no estado Fe3+ e não no Fe2+ da hemoglobina normal. A metemoglobina não pode ligar o oxigênio, ao contrário da oxi-hemoglobina. No sangue humano, uma pequena quantidade de metemoglobina é normalmente produzida espontaneamente, mas quando ela está presente em excesso no sangue torna-se marrom azulada anormalmente escura. A metemoglobina redutase dependente de NADH (diaforese I) é responsável pela conversão de metemoglobina de volta à hemoglobina.
Normalmente, um a dois porcento da hemoglobina de uma pessoa é de metemoglobina; uma percentagem mais elevada do que essa pode ter causas genéticas ou ser ocasionada por exposição a vários produtos químicos e, dependendo do nível, pode provocar problemas de saúde conhecidos como meta-hemoglobinemia. Um nível maior de metemoglobinemia tenderá a causar um oxímetro de pulso com leitura mais próxima de 85%, independentemente do verdadeiro nível de saturação de oxigênio.

## Causas comuns
- Redução dos mecanismos de defesa celular
  - Crianças menores de 4 meses expostas a vários agentes ambientais
  - Deficiência da meta-hemoglobina reductase
  - Deficiência de glicose-6-fosfato desidrogenase (G6PD)
  - Doença Hemoglobina M
  - Deficiência piruvato cinase
- Vários componentes farmacêuticos
  - Agentes anestésicos locais, especialmente prilocaina quando usada no bloqueio de Bier
  - Nitrito amílico, cloroquina, dapsono, nitratos, nitritos, nitroglicerina, nitroprussido, fenacetin, fenazopiridino, primaquino, quinones e sulfonamidas
- Agentes ambientais
  - Aminas aromáticas
  - Arsina
  - Clorobenzeno
  - Cromatos
  - Nitratos/nitritos

## Uso terapêutico
O nitrito de amila é administrado para tratar envenenamento por cianeto. Ele funciona através da conversão de hemoglobina em metemoglobina, que permite a ligação de cianeto e formação de cianometemoglobina não-tóxico.

## Meta-hemoglobinemia em crianças
Em crianças, esta condição é conhecida por síndrome do bebê azul, atribuída inicialmente ao ingerir-se água tirada de poços com excesso de nitrato.